# Kaplińce
Kaplińce (ukr. Каплинці, Kapłynci) – dawna wieś, obecnie wchodzi w skład wsi Medowa w rejonie kozowskim, w obwodzie tarnopolskim, Ukraina.

## Geografia
Przez wieś przepływała rzeka Strypa.

## Historia
Wieś należeła do ks. Radziwiłłów, hr. Łączyńskich, od 1830 Błońskich, potem hr. Ignacego Komorowskiego.

## Ludzie
- ks. Michał Lewicki herbu Rogala (ur. w 1802, metryka w Kaplińcach) – ksiądz greckokatolicki, paroch we wsi Rakowcu[1][2] obok Horodenki (m.in. w latach 1843[3], 1844[4], ojciec Jana (zm. 1908), urzędnika c. k., krewny zaś Michała Lewickiego, greckokatolickiego arcybiskupa lwowskiego, biskupa przemyskiego, kardynała, Prymasa Galicji i Lodomerii[2].